# Stadium Tun Abdul Razak
Das Stadium Tun Abdul Razak (kurz: STAR) ist ein Fußballstadion in der malaysischen Stadt Bandar Pusat Jengka, Bundesstaat Pahang. Es bietet 25.000 Plätze und wurde 2015 eröffnet. Es ist nach dem früheren Premierminister des Landes, Abdul Razak, benannt und ist die Heimspielstätte des Fußballclubs FELDA United.